# Mas del Rosari (métro de Valence)
Mas del Rosari est une station terminus de la ligne 4 du métro de Valence. Elle est située rue de Silla, à Paterna.

## Situation sur le réseau
Établie en surface, la station Mas del Rosari du métro de Valence est située sur la ligne 4, dont elle constitue le terminus nord, avant La Coma.

## Histoire
La station ouvre au public le 23 septembre 2005, à l'occasion d'un prolongement du réseau.

## Services aux voyageurs

### Accès et accueil
La station dispose d'une seule voie, et de deux quais : un pour la descente à l'arrivée, un pour la montée au départ. Le trajet entre les deux quais s'effectue via une boucle de retournement, de manière que les tramways série 3800 — dotés d'une seule cabine et de portes uniquement sur le flanc droit — soient toujours dans le bon sens de circulation.